# شریک‌آباد (بلورد)
شریک‌آباد روستایی در دهستان چهارگنبد بخش بلورد شهرستان سیرجان استان کرمان ایران است.

## جمعیت
بر پایه سرشماری عمومی نفوس و مسکن در سال ۱۳۹۵ جمعیت این مکان ۸۸ نفر (۳۳خانوار) بوده‌است.